# Crisis on Earth-X
Crisis on Earth-X est le nom du quatrième crossover annuel de l'Arrowverse, en quatre épisodes, comprenant successivement un épisode de Supergirl, Arrow, Flash et Legends of Tomorrow. Il a été diffusé les 27 et 28 novembre 2017 sur The CW. Il a pour thème une tentative d'invasion de la Terre par des soldats nazis issus d'un monde dystopique appelé Terre-X.

## Synopsis

### Supergirl(saison 3, épisode 8)
Sur Terre-38, Kara et Alex décident de se remettre de leurs déboires amoureux en se rendant au mariage de Barry et Iris sur Terre-1 (en) auquel sont aussi invités la Team Flash, Oliver Queen, Felicity Smoak et plusieurs Légendes comme Sara Lance, Mick Rory (en) et le duo Martin et Jax. Alors que le couple s'apprête à s'unir, un bataillon de soldats nazis masqués, comprenant une femme possédant des pouvoirs similaires à Supergirl et nommée Overgirl, les attaque. Ces derniers viennent de Terre-53, autrement appelée Terre-X, un monde dystopique dans lequel l'Allemagne nazie a gagné la Seconde Guerre mondiale et étendu son idéologie sur la planète entière. Le Reich y est dirigé par un nouveau Führer, appelé Dark Arrow.
S'ensuit un combat dont Barry et ses invités sortent victorieux. Ils parviennent également à capturer l'un des assaillants vêtu comme Prometheus, qui s'avère être le double de Tommy Merlyn, le meilleur ami d'Oliver qu'il n'avait pas pu sauver. Mais Prometheus se suicide sous les yeux d'Oliver avant d'avoir pu être interrogé.

### Arrow(saison 6, épisode 8)
Peu après, les assaillants de Terre-X révèlent leurs vrais visages : Dark Arrow n'est autre que le double d'Oliver Queen et Overgirl, son épouse, le double de Supergirl. Leur complice est Eobard Thawne que Flash puis les Légendes avaient pourtant neutralisé.
Le reste de l'équipe est entretemps retenue prisonnière à S.T.A.R. Labs (en) après que les nazis les ont attaqués. Par la suite, Oliver, Barry, Sara, Martin, Jefferson et Alex sont envoyés dans un camp de concentration sur Terre-X et Kara est emmenée à S.T.A.R. Labs pour y être opérée car Overgirl est mourante à la suite de son exposition au rayonnement solaire. Dark Arrow prévoit d'utiliser un soleil rouge afin d'affaiblir Supergirl et de transplanter son cœur à Overgirl.

### Flash(saison 4, épisode 8)
Sur Terre-X, Oliver et ses acolytes parviennent à s'échapper du camp tenu par le SS-Sturmbannführer Quentin Lance (en) grâce au double de Leonard Snart et à son compagnon Ray Terrill (en). Ceux-ci font partie des Combattants de la liberté (en) menés par le général Winn Schott, double de l'ami de Kara, déterminé à anéantir le portail interdimensionnel de l'ennemi à l'aide de Red Tornado.
Oliver, déguisé en Dark Arrow, s'introduit dans le camp nazi et découvre leur arme de l'Apocalypse, le Wellenreiter, version nazie du Waverider, le vaisseau temporel des Légendes. Sa couverture tombe lorsque l'officier nazi lui demande d'exécuter une prisonnière du camp de concentration, qui n'est autre que le double de Felicity. Oliver parvient à neutraliser les soldats nazis et introduit les Légendes dans le complexe. Martin Stein réussit alors à ouvrir le portail vers Terre-1 mais est grièvement blessé. Jefferson fusionne avec lui en Firestorm afin de le maintenir en vie.

### Legends of Tomorrow(saison 3, épisode 8)
Sur Terre-1, Felicity, Iris et Kara sont sauvées par le reste des Légendes, Ray Palmer et Nathaniel Heywood. Ceux-ci et les héros évadés de Terre-X gagnent le Waverider pour y soigner Martin et Jefferson qui est aussi affecté par les blessures du professeur à cause de leur lien psychique. Finalement, Martin succombe à ses blessures après avoir bu le sérum destiné à séparer Firestorm et à rompre le lien psychique entre les deux.
Par la suite, les nazis attaquent Central City et se retrouvent confrontés au groupe des héros au complet. Harrison Wells détruit le Wellenreiter grâce au Waverider, Barry épargne la vie de Reverse Flash qui s'enfuit et Supergirl emmène Overgirl dans l'espace car elle est sur le point d'exploser et d'anéantir la ville. Alors que cette dernière explose, Oliver tue Dark Arrow d'une flèche en pleine poitrine.
Le combat fini, les Légendes, accompagnés du Leonard Snart de Terre-X, regagnent le Waverider. Kara, Alex et Ray Terrill regagnent leurs Terres respectives. Barry et Iris décident finalement de se marier sur place lors d'une cérémonie expresse dirigée par John Diggle. Felicity et Oliver en profitent pour faire de même.

## Distribution

### Principaux et récurrents
| Acteur (voix française)                       | Personnage                                        | Épisode    | Épisode       | Épisode    | Épisode             |
| Acteur (voix française)                       | Personnage                                        | Supergirl  | Arrow         | Flash      | Legends of Tomorrow |
| --------------------------------------------- | ------------------------------------------------- | ---------- | ------------- | ---------- | ------------------- |
| Melissa Benoist, (VF : Zina Khakhoulia)       | Kara Zor-El / Kara Danvers / Supergirl            | Principale | Invitée       | Invitée    | Invitée             |
| Melissa Benoist, (VF : Zina Khakhoulia)       | Kara Zor-El / Overgirl (Terre-X)                  | Invitée    | Invitée       | Invitée    | Invitée             |
| Mehcad Brooks (VF : Jérôme Rebbot)            | Guardian (en) (Terre-X)                           | Principal  |               |            |                     |
| Chyler Leigh (VF : Véronique Desmadryl)       | Alex Danvers                                      | Principale | Invitée       | Invitée    | Invitée             |
| Jeremy Jordan (VF : Rémi Caillebot)           | Winn Schott                                       | Principal  |               |            |                     |
| Jeremy Jordan (VF : Rémi Caillebot)           | Winn Schott (Terre-X)                             |            |               | Invité     |                     |
| Chris Wood (VF : Julien Allouf)               | Mon-El                                            | Principal  |               |            |                     |
| David Harewood (VF : Paul Borne)              | J'onn J'onzz / Martian Manhunter                  | Principal  |               |            |                     |
| Stephen Amell, (VF : Sylvain Agaësse)         | Oliver Queen / Green Arrow                        | Invité     | Principal     | Invité     | Invité              |
| Stephen Amell, (VF : Sylvain Agaësse)         | Oliver Queen / Dark Arrow (Terre-X)               | Invité     | Invité        | Invité     | Invité              |
| Victor Garber (VF : Gabriel Le Doze)          | Martin Stein/Firestorm                            | Invité     | Invité        | Invité     | Principal           |
| Emily Bett Rickards (VF : Aurore Bonjour)     | Felicity Smoak / Overwatch                        | Invitée    | Principale    | Invitée    | Invitée             |
| Emily Bett Rickards (VF : Aurore Bonjour)     | Felicity Smoak (Terre-X)                          |            |               | Invitée    |                     |
| Caity Lotz (VF : Anne-Charlotte Piau)         | Sara Lance/White Canary                           | Invitée    | Invitée       | Invitée    | Principale          |
| Tom Cavanagh (VF : Serge Faliu)               | Harrison "Harry" Wells                            | Invité     | Invité        | Principal  | Invité              |
| Tom Cavanagh (VF : Serge Faliu)               | Eobard Thawne / Nega-Flash (VF : François Raison) | Invité     | Invité        | Invité     | Invité              |
| Dominic Purcell (VF : Éric Aubrahn)           | Mick Rory/Heat Wave (en)                          | Invité     | Invité        |            | Principal           |
| Candice Patton (VF : Jessica Monceau)         | Iris West                                         | Invitée    | Invitée       | Principale | Invitée             |
| Franz Drameh (VF : Eilias Changuel)           | Jefferson Jackson / Firestorm                     | Invité     | Invité        | Invité     | Principal           |
| Danielle Panabaker (VF : Marie Diot)          | Caitlin Snow / Killer Frost                       | Invitée    | Invitée       | Principale | Invitée             |
| Carlos Valdes (VF : Antoine Schoumsky)        | Cisco Ramon / Vibe                                | Invité     |               | Principal  | Invité              |
| Grant Gustin (VF : Alexandre Gillet)          | Barry Allen / Flash                               | Invité     | Invité        | Principal  | Invité              |
| Christina Brucato                             | Lily Stein                                        | Invité     |               |            | Invité              |
| Isabella Hofmann (en)                         | Clarissa Stein                                    | Invitée    |               |            | Invitée             |
| Echo Kellum (VF : Valentin Merlet)            | Curtis Holt / Mister Terrific (en)                |            | Principal     |            | Invité              |
| Rick Gonzalez (VF : Paolo Domingo)            | Rene Ramirez / Wild Dog (en)                      |            | Principal     |            | Invité              |
| Juliana Harkavy (VF : Anne O'Dolan)           | Dinah Drake / Black Canary                        |            | Principale    | Invitée    | Invitée             |
| Frederick Schmidt                             | Metallo (Terre-X)                                 |            | Invité (muet) | Invité     | Invité (muet)       |
| Wentworth Miller, (VF : Xavier Fagnon)        | Leonard "Leo" Snart/Citizen Cold (Terre-X)        |            |               | Invité     | Invité              |
| Russell Tovey                                 | Ray Terrill (en)                                  |            |               | Invité     | Invité              |
| NC                                            | Red Tornado (Terre-X)                             |            |               | Invité     | Invité              |
| Brandon Routh (VF : Adrien Antoine)           | Ray Palmer / Atom                                 |            |               |            | Principal           |
| Maisie Richardson-Sellers (VF : Célia Rosich) | Amaya Jiwe / Vixen                                |            |               |            | Principale          |
| Amy Louise Pemberton (VF : Elsa Davoine)      | Gideon                                            |            |               |            | Principale          |
| Tala Ashe                                     | Zari Adrianna Tomaz / Isis (en)                   |            |               |            | Principale          |
| Nick Zano (VF : Jean-François Cros)           | Nate Heywood / Steel                              |            |               |            | Principal           |

- Bien que crédités, Katie McGrath et Odette Annable n'apparaissent pas dans l'épisode de Supergirl ; David Ramsey, Willa Holland, Katie Cassidy et Paul Blackthorne n'apparaissent pas dans l'épisode d’Arrow et Jesse L. Martin n'apparaît pas dans l'épisode de Flash.

### Invités

#### Supergirl
- Jesse L. Martin (VF : Frantz Confiac) : Joe West[2]
- Keiynan Lonsdale (VF : Alex Fondja) : Wally West / Kid Flash[2]
- Jessica Parker Kennedy : Nora West-Allen[5]
- Danielle Nicolet (VF : Julie Dumas) : Cecile Horton[2]
- Patrick Sabongui (en) (VF : Nessym Guetat) : David Singh (en)[2]
- William Katt : le pasteur

#### Arrow
- Colin Donnell (VF : Olivier Chauvel) : Tommy Merlyn / Prometheus (Terre-X[6])

#### Flash
- Paul Blackthorne (VF : Loïc Houdré) : SS Sturmbannführer Quentin Lance (en) (Terre-X)

#### Legends of Tomorrow
- David Ramsey (VF : Namakan Koné) : John Diggle
- Susanna Thompson : voix de l'intelligence artificielle du Wellenreiter[7]

## Production

### Développement
Les crossovers annuels de l'Arrowverse ont lieu sur CW depuis la saison télévisuelle 2013-2014, lorsque Barry Allen est apparu pour la première fois dans le huitième épisode de la deuxième saison d'Arrow
avant même le début de Flash. L'année suivante, les huitièmes épisodes respectifs de la troisième saison d'Arrow et de la première saison de Flash formaient un crossover en deux parties nommé Flash contre Arrow. En janvier 2015, le président de CW, Mark Pedowitz, a annoncé qu'il y aurait crossover de l'Arrowverse chaque saison. Lors de la saison télévisuelle 2015-2016, un crossover en deux parties comprenant les huitièmes épisodes respectifs de la quatrième saison d'Arrow et de la deuxième saison de Flash a été utilisé pour introduire une nouvelle série, Legends of Tomorrow
. Lors de la saison télévisuelle 2016-2017, le crossover Invasion! comprenait un épisode de Flash, un d'Arrow et un de Legends of Tomorrow, avec l'introduction du crossover à la fin d'un épisode de Supergirl,,.
La planification du crossover a commencé en décembre 2016, Wendy Mericle, la showrunner d'Arrow, déclarant qu'ils avaient déjà établi le concept pour le crossover de l'année suivante. En février 2017, le planification a débuté pour un véritable crossover en quatre parties. Étant donné que chaque série avait été renouvelée pour une saison, les producteurs ont pu établir les programmes de production pour y incorporer le crossover. Le producteur exécutif Andrew Kreisberg a déclaré à cette époque qu'ils avaient beaucoup appris des crossovers précédents et que le facteur qui restait le plus compliqué à gérer était la disponibilité des acteurs pour tourner le crossover vu que les quatre séries respectives continuaient et qu'il fallait donc jongler avec les programmes de celles-ci. En mai de la même année, Mark Pedowitz a confirmé qu'il n'était pas prévu d'incorporer Black Lightning dans le crossover, car la série ne faisait pas partie de l'Arrowverse à ce moment-là et n'était prévue que pour la mi-saison télévisuelle 2017-2018.
En septembre 2017, le titre du crossover a finalement été confirmé, ce qu'ont également été les débuts de The Ray dans l'Arrowverse, avant son apparition dans la web-série animée Freedom Fighters: The Ray, aux côtés d'autres personnages et concepts de la série et dans laquelle Russell Tovey prête également sa voix au personnage.

### Écriture
En juin 2017, le producteur exécutif Marc Guggenheim a déclaré qu'il serait difficile de faire mieux que la menace extraterrestre d'Invasion! et que ce crossover viserait à « accroître les enjeux et les gains émotionnels ». Le mois suivant, Wendy Mericle a ajouté que le crossover serait « très enraciné dans l'Univers DC ». Lors d'une conférence de la Television Critics Association en août 2017, Mark Pedowitz a annoncé que le crossover impliquerait de la romance, avec Greg Berlanti ajoutant que « [leur] manière de rendre le spectacle plus grandiose cette année était d'aller [sur un plan] encore plus personnel ».
En septembre 2017, dans une annonce révélant le titre du crossover, Marc Guggenheim et Andrew Kreisberg ont déclaré que le crossover avait été conçu « pour évoquer les crossovers annuels [des comics] de la Ligue des Justiciers/Société de justice d'Amérique avec lesquels [ils] avaient grandi et qu'[ils] attendaient avec impatience [lorsqu'ils étaient] enfants ».
L'histoire du crossover a été conçue par Andrew Kreisberg et Marc Guggenheim. Le scénario de l'épisode de Supergirl a été écrit par les showrunners Robert Rovner et Jessica Queller, celui d'Arrow par Wendy Mericle et Ben Sokolowski, celui de Flash par le showrunner Todd Helbing et celui de Legends of Tomorrow par les showrunners Phil Klemmer et Keto Shimizu.

### Tournage
Le tournage des quatre épisodes a commencé le 22 septembre 2017. Celui de Supergirl a été réalisé par Larry Teng, celui d'Arrow par James Bamford, celui de Flash par Dermott Downs et celui de Legends of Tomorrow par Gregory Smith.

### Musique
Blake Neely, compositeur principal des quatre séries, a composé la bande son de deux heures et demie pour le crossover en huit jours au Bridge Recording Studio à Glendale.

## Sortie

### Diffusion
Le crossover, diffusé sur CW, a débuté avec Supergirl suivi d’Arrow le 27 novembre 2017 et s'est conclu avec Flash et Legends of Tomorrow le jour suivant. Arrow, qui est d'ordinaire diffusé le jeudi soir a été exceptionnellement déplacé au lundi soir pour le crossover et il n'y a pas eu d'autre épisode diffusé la même semaine. Mark Pedowitz a précisé qu'ils avaient décidé que le crossover se déroulerait sur deux soirs contrairement aux quatre soirs de diffusion d’Invasion! car la diffusion conjointe de Flash et Legends of Tomorrow était déjà prévue dans la grille des programmes de CW, et que cela rendrait mieux en termes de narration de faire du crossover une mini-série de quatre heures étalée sur deux soirs. Marc Guggenheim a ajouté qu'ils avaient adopté l'approche de faire du crossover deux films de deux heures donnant, ce faisant, l'impression que les différents épisodes ne ressemblent pas à ce qui est fait traditionnellement pour les séries respectives.

### Commercialisation
Le dessinateur de comics Phil Jimenez a créé une affiche personnalisée pour l'occasion, évoquant la couverture du numéro 207 de La Ligue des Justiciers, le vingtième crossover annuel de la Ligue de justice d'Amérique/Société de justice d'Amérique. Les bandes-annonces promotionnelles ont été diffusées courant novembre 2017,
, avant la diffusion de la bande-annonce complète le 20 novembre 2017.

## Accueil

### Audiences
| Série               | Date de diffusion | Évaluation (18–49) | Spectateurs (millions) | Magnétoscope numérique (18–49) | Spectateurs (millions) | Total (18–49) | Nombre total de spectateurs (millions) |
| ------------------- | ----------------- | ------------------ | ---------------------- | ------------------------------ | ---------------------- | ------------- | -------------------------------------- |
| Supergirl           | 27 novembre 2017  | 0,9/3              | 2,71                   | 0,7                            | 1,72                   | 1,6           | 4,43                                   |
| Arrow               | 27 novembre 2017  | 0.9/3              | 2,52                   | 0,8                            | 1,89                   | 1,7           | 4,41                                   |
| Flash               | 28 novembre 2017  | 1,0/4              | 2,82                   | 0,7                            | 1,83                   | 1,7           | 4,64                                   |
| Legends of Tomorrow | 28 novembre 2017  | 0,9/4              | 2,80                   | 0,8                            | 1,82                   | 1,7           | 4,62                                   |

### Critiques
Concernant le crossover dans son ensemble, Jesse Schedeen d'IGN a eu le sentiment qu'« en fin de compte, Crisis on Earth-X met la barre plus haut pour ce que ces crossovers peuvent accomplir que le crossover précédent, Invasion! ». Scott Mendelson de Forbes avance que Crisis on Earth-X était « un meilleur film de La Ligue des Justiciers que le vrai Justice League et sur beaucoup d'aspects était meilleur ou au moins égal aux meilleurs crossovers de l'Univers cinématographique Marvel ». Rob Leane de Den of Geek a pensé que le crossover était le « meilleur crossover jamais vu », arguant qu'il « offre des idées rafraîchissantes aux côtés d'une masse de fan service » et que les responsables des effets spéciaux font passer « le budget télévisuel limité pour celui d'un grand film ».

#### Supergirl
Jesse Schedeen a donné la note de 8,1 sur 10 à l'épisode de Supergirl. Bien qu'il ait ressenti que cet épisode « n'est clairement pas pressé d'en arriver là où il doit aller », il ajoute qu'il constitue « un début très divertissant pour le crossover ». En fin de compte, l'épisode fait « profiter de cet énorme groupement de héros, délivrant un flux interminable de plaisanteries et d'histoires avant d'aboutir à une bataille royal épique » et qu'« il y a certainement de pires manières de commencer un crossover ». Caroline Siede de l’A.V. Club a récompensé l'épisode d'une évaluation "B+". Elle écrit que celui-ci « n'est pas particulièrement un grand épisode de Supergirl, mais que ce n'est à nouveau pas ce qu'il essaie d'être » et qu'« en tant que première heure d'un ambitieux film d'Arrowverse en quatre parties, il est difficile de demander plus ». Kayti Burt de Collider lui a quant à elle donné 4 étoiles sur 5, écrivant qu'elle « a été follement impressionnée par ce que l'ambitieux Crisis on Earth-X a[vait] montré jusqu'à présent ». Elle note qu'« il y avait quelques faux-pas narratifs », mais qu'il s'agit de quelque chose « jamais vu à l'écran auparavant : un vrai crossover de style comics qui lie ensemble des heures de séries de super-héros en une histoire épique ».

#### Arrow
Jesse Schedeen a attribué à l'épisode d’Arrow la note de 7 sur 10, disant que l'épisode « luttait pour trouver cet équilibre entre les situations et la progression de l'histoire, ainsi que pour asseoir les enjeux suffisamment pour soutenir un crossover aussi remarquable en premier lieu » mais que « malgré tous ses défauts, cet épisode incluait au moins encore quelques moments divertissants et une représentation généralement poussée de ses vilains tordus ». Allison Shoemaker de l’A.V. Club a donné à l'épisode une évaluation "B". Elle a pensé qu'il était « difficile de juger la réussite de cet épisode d’Arrow » car ce n'est, selon elle, « ni un épisode d’Arrow ni une histoire complète », mais conclut qu'il y a « beaucoup de plaisir, un peu bête, mais juste pas aussi excitant que ce qui a été fait auparavant », que « quelqu'un doit cocher les cases et mettre en place ce qui suit » et qu'« il semble que cette fois ce soit Arrow qui ait tiré la courte paille ».

#### Flash
Jesse Schedeen a attribué à l'épisode de Flash une note de 9,2 sur 10, notant qu'alors que la première partie avait « un départ lent » et que la deuxième partie donnait « un suivi relativement décevant », le crossover « a finalement semblé prendre tout son sens » lors de la troisième partie. Scott Von Doviak de l’A.V. Club a donné à l'épisode une évaluation "B+", écrivant que « même une partie moindre comme celle-ci propose le spectacle du Flash et du Ray combattant Red Tornado, ainsi que l'attirante équipe dénuée de pouvoir d'Iris et Felicity combattant les nazis ». Il ajoute qu'il s'est « en grande partie, senti comme un enfant rentrant à la maison avec une nouvelle pile de comics », et que c'était « le plus beau compliment » qu'il pouvait lui adresser. Mike Cecchini de Den of Geek lui a donné 4 étoiles sur 5. Il écrit qu'alors que « les univers parallèles nazis n'engendrent pas les vilains les plus nuancés [...] », cet épisode « embrasse complètement sa folie de telle manière qu'[il] ne pense pas que les deux premiers chapitres en aient rêvé ».

#### Legends of Tomorrow
Jesse Schedeen a donné à l'épisode final la note de 8,5 sur 10. Selon lui, l'épisode « n'avait pas suffisamment l'urgence requise durant l'épreuve de force finale entre le bien et le mal », mais « a tiré le meilleur parti du sacrifice héroïque du Professeur Stein et de ses conséquences émotionnelles ». Oliver Sava de l’A.V. Club a attribué à l'épisode une évaluation "A", énonçant qu'« aucun média de super-héros n'a capturé la sensation d'un crossover de comics comme Crisis On Earth-X » et qu'« avec une distribution énorme de personnages, un décès majeur, et une scène finale amenant les héros dans de nouvelles directions audacieuses, Crisis fournit les frissons, les retournements et l'inspiration que devrait générer une histoire de super-héros d'une telle portée ». Jim Dandy de Den of Geek a attribué à l'épisode 5 étoiles sur 5. Il écrit que « celui de cette année était objectivement une formidable heure de télévision de DC [Comics] » mais qu'« il a également fait évoluer l'histoire de la saison de Legends de manière significative, et a fourni des développements importants pour les personnages de Jax et Sara » car « il a donné à Franz Drameh et Victor Garber une chance d'étirer leurs ailes d'acteurs » et qu'il « a conclu quatre heures de télévision divertissantes et extensives ». Carla Day de Collider a attribué 5 étoiles sur 5 à cet épisode, avançant que le crossover était « radicalement meilleur que n'importe lequel des crossovers précédents ». Elle poursuit en disant qu'« il a placé la barre haut pour tous les futurs crossovers au niveau de l'histoire, des interactions des personnages et des scènes de combat ».